# Fluorid kobaltitý
Fluorid kobaltitý je anorganická sloučenina s chemickým vzorcem CoF3.

## Příprava
Fluorid kobaltitý lze připravit reakcí chloridu kobaltnatého s fluorem při 250 °C:
2 CoCl2 + 3 F2 → 2 CoF3 + 2 Cl2
V této redoxní reakci je Co2+ oxidován na Co3+ a Cl− na Cl2, zatímco F2 je redukován na F−. Pomocí reakce oxidu kobaltnatého nebo fluoridu kobaltnatého s fluorem můžeme také připravit fluorid kobaltitý. Fluorid kobaltitý může být také připraven reakcí chloridu kobaltnatého s fluoridem chloritým a nebo fluoridem bromitým.

## Reakce
Fluorid kobaltitý se rozkládá při styku s vodou za vzniku kyslíku:
4 CoF3 + 2 H2O → 4 HF + 4 CoF2 + O2
Fluorid kobaltitý reaguje s fluoridy za vzniku aniontu o složení [CoF6]3−, kobaltitý ion v tomto komplexu má vysokospinovou konfiguraci.

## Vlastnosti
Fluorid kobaltitý je světle hnědý prášek, který na vzduchu okamžitě ztmavne. Proto se čistý fluorid kobaltitý skladuje ve vzduchotěsných nádobách ze skla, křemene nebo kovu. V proudu plynného fluoru při 600–700 °C se vypařuje a následně se rozkládá na fluorid kobaltnatý a fluor. Vyskytuje se také ve formě hydrátu, konkrétně dihydrátu.

## Struktura

### Bezvodý fluorid kobaltitý
Bezvodý fluorid kobaltitý krystalizuje v hexagonální krystalové struktuře, typu fluoridu hlinitého s a = 527.9 pm, α = 56.97°. Každý atom kobaltu je navázán k šesti atomům fluoru tvaru oktaedru s délkou vazby Co–F 189 pm.

### Hydrát fluoridu kobaltitého
Hydrát o složení CoF3·3,5H2O je známý. Předpokládá se že přesnější je popis jako [CoF3(H2O)3]·0,5H2O.
Existuje zpráva o hydrátu CoF3·3,5H2O izomorfního k AlF3·3H2O.

### Plynný fluorid kobaltitý
V plynném skupenství by měl být fluorid kobaltitý planární.

## Využití
Fluorid kobaltitý je silné fluorační činidlo. Fluorid kobaltitý se používá k fluoraci uhlovodíků na perfluoruhlovodíky:
2 CoF3 + R-H → 2 CoF2 + R-F + HF
Fluorid kobaltnatý je vedlejším produktem.
Tyto reakce jsou někdy doprovázeny přeskupováním nebo jinými reakcemi. Příbuzné činidlo KCoF4 je selektivnější.